# Metaphire
Metaphire ist eine Gattung von Wenigborstern aus der Familie der Megascolecidae (Riesenregenwürmer) in der Ordnung der Crassiclitellata (Regenwürmer im weiteren Sinne), deren über 100 Arten insbesondere in Südasien, Ostasien, Südostasien und Ozeanien verbreitet sind.

## Merkmale
Die Riesenregenwürmer der Gattung Metaphire haben zylindrische Körper und an jedem ihrer vielen Segmente zahlreiche, regelmäßig um das Segment herum angeordnete Borsten. Das ringförmige Clitellum nimmt die drei Segmente vom 14. bis zum 16. Segment ein. Das Paar der männlichen Geschlechtsöffnungen sitzt bauchseitig innerhalb von Kopulationsbeuteln, in denen sich oft gestielte Drüsen, jedoch keine Sekretdivertikel befinden, am 18., selten am 19. oder 20. Segment. Am 14. Segment sitzt eine meist unpaare, selten ein Paar weiblicher Geschlechtsöffnungen. Die Hoden sind meist holandrisch, treten also als zwei Paar im 10. und 11. Segment  auf, seltener proandrisch oder metandrisch als nur ein Paar. In die Spermienleiter münden traubenförmige Prostatadrüsen. Das eine Paar Eierstöcke befindet sich im 13. Segment. Die Receptacula seminis münden über meist große, quer verlaufend schlitzförmige, selten kleine, in der Regel paarige, seltener unpaare oder auch zahlreiche Öffnungen an den intersegmentalen Falten in je nach Art variierender Anzahl zwischen dem 4. und dem 10. Segment am hinteren Rand des jeweiligen Segments nach außen. Der Vorderdarm weist einen Kaumagen auf, der bis zu 2 Segmente zwischen dem 8. und dem 9. Segment umfasst. Im oder neben dem 27. Segment befindet sich ein Paar Darmblindsäcke. Die Tiere besitzen zahlreiche kleine Nephridien (Mikronephridien oder Meronephridien), jedoch nicht bei den Gängen der Receptacula seminis. Von Amynthas unterscheidet sich Metaphire durch die vorhandenen Kopulationsbeutel, während sie von Pheretima durch die Abwesenheit von Nephridien bei den Gängen der Receptacula seminis unterschieden werden kann.

## Verbreitung
Die über 100 Arten von Metaphire sind in Asien von Indien und Pakistan nordwärts bis Japan und südwärts über den gesamten Malaiischen Archipel und die Regenwälder von Australasien sowie ostwärts in ganz Ozeanien verbreitet. Einzelne Arten – so die in Indien sehr häufige Metaphire posthuma – sind als invasive Arten auf andere Kontinente, so nach Europa, Nordamerika und Südamerika verschleppt worden.

## Lebensraum und Lebensweise
Wie andere Crassiclitellaten sind die Regenwürmer der Gattung Metaphire Bodenbewohner und Substratfresser, welche die organischen Bestandteile des verschluckten Substrats verdauen und die mineralischen Anteile unverändert ausscheiden. Durch ihre Grabtätigkeit sorgen sie für eine Lockerung und Durchlüftung der Böden.

## Entwicklungszyklus
Wie alle Gürtelwürmer sind die Riesenregenwürmer der Gattung Metaphire Zwitter und pflanzen sich geschlechtlich durch gegenseitige Begattung fort, wobei das Sperma des jeweiligen Sexpartners in den Receptacula seminis gespeichert wird. Mithilfe des kurzen Clitellums werden Kokons gebildet, in die beide Muttertiere ihre Eier legen und mit dem Sperma des Sexpartners besamen. Die Embryonen entwickeln sich im Kokon zu fertigen Regenwürmern.

## Systematik
Die Gattung Metaphire – nach Angabe der Autoren als Anagramm des Namens Pheretima gedacht – wurde 1972 von Reginald William Sims und Edward Glynn Easton im Rahmen einer Revision der Gattung Pheretima in der Familie Megascolecidae neu beschrieben. Die meisten hierzu gestellten Arten wurden deshalb früher zu anderen Regenwurmgattungen gezählt, und nur vergleichsweise wenige sind innerhalb dieser Gattung neu beschrieben worden.

### Arten
Zu der Gattung Metaphire werden über 100 Arten gezählt:
- Metaphire abdita (Gates, 1935)
- Metaphire acincta (Goto & Hatai, 1899)
- Metaphire aggera (Kobayashi, 1934)
- Metaphire amplectens (Michaelsen, 1934)
- Metaphire andamanensis (Michaelsen, 1907)
- Metaphire anomala (Michaelsen, 1907)
- Metaphire arcuata (Gates, 1937)
- Metaphire arrobustoides (Thai, 1984)
- Metaphire atrofusca (Michaelsen, 1928)
- Metaphire bahli (Gates, 1945)
- Metaphire baii (Blakemore, 2016)
- Metaphire baliemensis (Gates, 1948)
- Metaphire baruana (Stephenson, 1932)
- Metaphire berhalana (Stephenson, 1930)
- Metaphire bianensis (Stephenson, 1913)
- Metaphire bifoliolare Tan & Zhong, 1987
- Metaphire biforatum Tan & Zhong, 1987
- Metaphire bindjeyensis (Michaelsen, 1899)
- Metaphire bipapillata (Chen, 1936)
- Metaphire bipora (Beddard, 1900)
- Metaphire birmanica (Rosa, 1888)
- Metaphire bitheca (Kobayashi, 1936)
- Metaphire brevipenis Qiu, 1988
- Metaphire brinchangensis (Stephenson, 1932)
- Metaphire bryoni (Michaelsen & Boldt, 1932)
- Metaphire bucculenta (Gates, 1935)
- Metaphire bununa Tsai, Tsai & Liaw, 2000
- Metaphire caducichaeta (Benham, 1895)
- Metaphire californica (Kinberg, 1867)
- Metaphire catbaensis (Thai & Le, 1993)
- Metaphire chaubinhensis (Do & Tran, 1994)
- Metaphire conhanungensis (Thai, 1984)
- Metaphire coniporophorata (Thai & Samphon, 1989)
- Metaphire cruroides (Chen & Hsu, 1975)
- Metaphire dacnomontis (Thai & Huynh, 1992)
- Metaphire dadingmontis Zhang, Li, Fu & Qiu, 2006
- Metaphire dalatana (Michaelsen, 1934)
- Metaphire dawydovi (Michaelsen, 1934)
- Metaphire decipiens (Beddard, 1912)
- Metaphire densipapillata (Michaelsen, 1896)
- Metaphire dipapillata (Thai & Tran, 1986)
- Metaphire ditheca (Michaelsen, 1928)
- Metaphire dorsalis (Michaelsen, 1928)
- Metaphire dorsobitheca (Thai & Huynh, 1992)
- Metaphire dorsomultitheca (Nguyen & Nguyen, 2015)
- Metaphire duliti (Ude, 1925)
- Metaphire dunckeri (Michaelsen, 1903)
- Metaphire easupana (Thai & Huynh, 1993)
- Metaphire erici (Ude, 1925)
- Metaphire exilis (Gates, 1935)
- Metaphire exiloides (Chen, 1936)
- Metaphire extraopapillae Wang & Qiu, 2005
- Metaphire falcata (Horst, 1893)
- Metaphire fangi (Chen, 1936)
- Metaphire fasciata (Rosa, 1892)
- Metaphire feijani Chang & Chen, 2004
- Metaphire ferdinandi (Michaelsen, 1891)
- Metaphire ferion (Cognetti, 1913)
- Metaphire feuerborni (Michaelsen, 1932)
- Metaphire flavarundoida (Chen, 1935)
- Metaphire flavellana (Gates, 1938)
- Metaphire floresiana (Michaelsen, 1934)
- Metaphire fluvialoides (Huynh, 1998)
- Metaphire fordi (Michaelsen, 1934)
- Metaphire formosae (Michaelsen, 1922)
- Metaphire fovella (Gates, 1949)
- Metaphire gastromonotheca (Do & Tran, 1995)
- Metaphire gjellerupi (Cognetti, 1914)
- Metaphire glandularis (Goto & Hatai, 1899)
- Metaphire grahami (Gates, 1935)
- Metaphire guarina (Rosa, 1894)
- Metaphire guillelmi (Michaelsen, 1895)
- Metaphire guizouensis Qiu, Hong & Wei, 1991
- Metaphire harrietensis (Stephenson, 1925)
- Metaphire hataii (Ohfuchi, 1937)
- Metaphire hilgendorfi (Michaelsen, 1892)
- Metaphire honbaensis (Gates, 1941)
- Metaphire houlleti (Perrier, 1872)
- Metaphire huangi (James, Shih & Chang, 2005)
- Metaphire hunanensis Tan & Zhong, 1986
- Metaphire ichangensis (Fang, 1933)
- Metaphire ignobilis (Gates, 1935)
- Metaphire impudens (Michaelsen, 1899)
- Metaphire inclara (Gates, 1932)
- Metaphire indigo (Ohfuchi, 1951)
- Metaphire insignis (Michaelsen, 1921)
- Metaphire insolita (Gates, 1925)
- Metaphire insulana (Gates, 1930)
- Metaphire isselii (Cognetti, 1908)
- Metaphire javanica (Kinberg, 1867)
- Metaphire keishuensis (Kobayashi, 1938)
- Metaphire kengtungensis (Gates, 1931)
- Metaphire khoii (Do & Tran, 1994)
- Metaphire kiengiangensis Nguyen & Trinh, 2015
- Metaphire kockensis (Michaelsen, 1930)
- Metaphire koryoensis (Kobayashi, 1936)
- Metaphire ladjangensis (Ude, 1932)
- Metaphire langbiangi (Michaelsen, 1934)
- Metaphire leonoris (Chen, 1946)
- Metaphire levis (Goto & Hatai, 1899)
- Metaphire longa (Michaelsen, 1892)
- Metaphire longipenis (Chen, 1946)
- Metaphire lorella (Gates, 1936)
- Metaphire loti (Chen & Hsu, 1975)
- Metaphire magna (Chen, 1938)
- Metaphire malayana (Beddard, 1900)
- Metaphire mamillana (Gates, 1931)
- Metaphire mangophila (Nguyen, 2011)
- Metaphire mangophiloides Nguyen & Le, 2015
- Metaphire mendosa (Gates, 1932)
- Metaphire merabahensis (Beddard & Fedarb, 1895)
- Metaphire michaelseni (Ude, 1925)
- Metaphire mochauana (Do & Huynh, 1991)
- Metaphire multitheca (Chen, 1938)
- Metaphire munglongmontis (Thai & Tran, 1986)
- Metaphire musiana (Michaelsen, 1932)
- Metaphire musica (Horst, 1883)
- Metaphire myriosetosa (Chen & Zhifang, 1977)
- Metaphire nanaoensis Chang & Chen, 2005
- Metaphire nanlingmontis Zhang, Li, Fu & Qiu, 2006
- Metaphire neoexilis (Thai & Samphon, 1988)
- Metaphire nhani (Huynh & Nguyen, 2005)
- Metaphire notizusa (Michaelsen, 1928)
- Metaphire paeta (Gates, 1935)
- Metaphire paiwanna Tsai, Tsai & Liaw, 2000
- Metaphire pajana (Michaelsen, 1928)
- Metaphire paka Blakemore, 2007
- Metaphire parvula (Ohfuchi, 1956)
- Metaphire pedunculata (Chen & Zhifang, 1977)
- Metaphire peguana (Rosa, 1890)
- Metaphire perelae (Thai, 1982)
- Metaphire perichaeta (Beddard, 1900)
- Metaphire phaluongana (Do & Huynh, 1992)
- Metaphire planata (Gates, 1926)
- Metaphire plesiopora (Qiu, 1988)
- Metaphire posthuma (Vaillant, 1868)
- Metaphire praepinguis (Gates, 1935)
- Metaphire prava (Chen, 1946)
- Metaphire primadamae (Michaelsen, 1934)
- Metaphire pulauensis (Beddard, 1900)
- Metaphire pulchra (Michaelsen, 1892)
- Metaphire puyuma Tsai, Shen & Tsai, 1999
- Metaphire quadragenaria (Perrier, 1872)
- Metaphire quadrigemina (Gates, 1932)
- Metaphire quadripapillata (Michaelsen, 1899)
- Metaphire quelparta (Kobayashi, 1937)
- Metaphire riukiuensis (Ohfuchi, 1957)
- Metaphire saigonensis (Omodeo, 1957)
- Metaphire sanseiana (Ohfuchi, 1951)
- Metaphire saonekana (Cognetti, 1913)
- Metaphire scitula (Gates, 1936)
- Metaphire seponensis (Thai & Samphon, 1989)
- Metaphire servinus (Hatai & Ohfuchi, 1937)
- Metaphire simplex (Michaelsen, 1928)
- Metaphire singgalangi (Michaelsen, 1930)
- Metaphire sintangi (Michaelsen, 1922)
- Metaphire socsonensis (Thai, 1984)
- Metaphire soulensis (Kobayashi, 1938)
- Metaphire stephensoni (Michaelsen, 1934)
- Metaphire strellana (Gates, 1949)
- Metaphire subtilis (Gates, 1943)
- Metaphire tahanmonta Chang & Chen, 2005
- Metaphire taiwanensis Tsai, Tsai & Shen, 2004
- Metaphire tanbode Blakemore, 2010
- Metaphire tecta (Chen, 1946)
- Metaphire thaibinhensis (Thai, 1984)
- Metaphire thecodorsata (Chen, 1933)
- Metaphire tibetana (Michaelsen, 1931)
- Metaphire tjandiana (Michaelsen, 1932)
- Metaphire tosaensis (Ohfuchi, 1938)
- Metaphire travancorensis (Fedarb, 1898)
- Metaphire tripidoporophoratus (Thai & Nguyen, 1993)
- Metaphire trivandrana (Stephenson, 1916)
- Metaphire truongsonensis (Thai, 1984)
- Metaphire trutina Tsai, Chen, Tsai & Shen, 2003
- Metaphire umbraticola (Gates, 1932)
- Metaphire varellana (Michaelsen, 1934)
- Metaphire variabilis (Horst, 1893)
- Metaphire varians (Chen, 1938)
- Metaphire vesiculata (Goto & Hatai, 1899)
- Metaphire virgo (Beddard, 1900)
- Metaphire viridis Feng & Ma, 1987
- Metaphire vulgaris (Chen, 1930)
- Metaphire weberi (Cognetti, 1913)
- Metaphire willeyi (Benham, 1895)
- Metaphire yeni Tsai, Shen & Tsai, 2000
- Metaphire yuanpowa Chang & Chen, 2005
- Metaphire yuhsii (Tsai, 1964)